# Visconde de Foz de Arouce
Conde de Foz de Arouce é um título nobiliárquico criado por D. Luís I de Portugal, por Decreto de 14 de Agosto de 1876, em favor de Francisco Augusto Furtado de Mesquita de Paiva Pinto, depois 1.º Conde de Foz de Arouce.
Titulares
1. Francisco Augusto Furtado de Mesquita de Paiva Pinto, 1.º Visconde e 1.º Conde de Foz de Arouce.